# Parmelia aggregata
Parmelia aggregata är en lavart som först beskrevs av M. D. E. Knox, och fick sitt nu gällande namn av Brusse. Parmelia aggregata ingår i släktet Parmelia och familjen Parmeliaceae.   Inga underarter finns listade i Catalogue of Life.